# Rainis
Rainis, pseudonimo di Jānis Pliekšāns (Tadenava, 1865 – Riga, 1929), è stato uno scrittore lettone.

## Biografia
Dal 1891 al 1895 fu caporedattore de Il quotidiano, sostenne accesamente le teorie di Karl Marx e fu arrestato dallo zar nel 1897, perché sospetto sobillatore. In carcere si dedicò alla traduzione e alla poesia, cosicché nel 1903 pubblicò il volume Echi lontani nella sera azzurra. Nel 1903 fu scarcerato, ma finì di nuovo nelle mire zariste dopo il 1905 e dovette rifugiarsi a Castagnola (Lugano, Svizzera) dove rimase fino al 1920.
Tra le sue numerose opere si ricordano Fuoco e notte (1905), Giocai, danzai (1919), La strega di Riga (1928), ecc. Era sposato con la scrittrice Johanna Emīlija Lizete Rosenberga, detta Aspazija.